# Chilton A. White

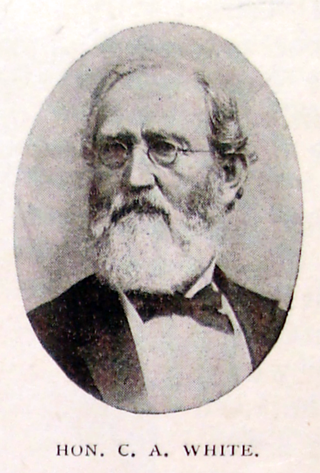
Chilton A. White

Chilton Allen White (* 6. Februar 1826 in Georgetown, Ohio; † 7. Dezember 1900 ebenda) war ein US-amerikanischer Politiker. Zwischen 1861 und 1865 vertrat er den Bundesstaat Ohio im US-Repräsentantenhaus.

## Werdegang
Chilton White besuchte die öffentlichen Schulen seiner Heimat und war danach für einige Jahre selbst als Lehrer tätig. Er nahm als Soldat der US-Streitkräfte am Mexikanisch-Amerikanischen Krieg teil. Nach einem Jurastudium und seiner 1848 erfolgten Zulassung als Rechtsanwalt begann er in Georgetown in diesem Beruf zu arbeiten. Zwischen 1852 und 1854 war er Staatsanwalt im dortigen Brown County. Gleichzeitig schlug er als Mitglied der Demokratischen Partei eine politische Laufbahn ein. In den Jahren 1859 und 1860 gehörte er dem Senat von Ohio an.
Bei den Kongresswahlen des Jahres 1860 wurde White im sechsten Wahlbezirk von Ohio in das US-Repräsentantenhaus in Washington, D.C. gewählt, wo er am 4. März 1861 die Nachfolge von William Howard antrat. Nach einer Wiederwahl konnte er bis zum 3. März 1865 zwei Legislaturperioden im Kongress absolvieren. Diese waren von den Ereignissen des Bürgerkrieges überschattet. Im Jahr 1864 wurde er nicht wiedergewählt. Nach dem Ende seiner Zeit im US-Repräsentantenhaus praktizierte White wieder als Anwalt. 1873 war er Delegierter auf einem Verfassungskonvent seines Staates; im Jahr 1896 kandidierte er erfolglos für das Amt des Secretary of State von Ohio. Er starb am 7. Dezember 1900 in Georgetown, wo er auch beigesetzt wurde.